# Caradrina conditorana
Caradrina conditorana är en fjärilsart som beskrevs av Rudolf Pinker 1980. Caradrina conditorana ingår i släktet Caradrina och familjen nattflyn. Inga underarter finns listade i Catalogue of Life.